# Parc national de Bordjomi-Kharagaouli
 (avril 2019).
Si vous disposez d'ouvrages ou d'articles de référence ou si vous connaissez des sites web de qualité traitant du thème abordé ici, merci de compléter l'article en donnant les références utiles à sa vérifiabilité et en les liant à la section « Notes et références ».
Le parc national de Bordjomi-Kharagaouli (en géorgien : ბორჯომ-ხარაგაულის ეროვნული პარკი, bordjom-kharagaulis erovnuli parki), est un parc national situé en Géorgie, dans la chaîne du Petit Caucase. 
Le parc national est l'un des plus grands d'Europe et s'étend de la ville de Bordjomi à celle de Kharagaouli. La zone couvre au total une superficie de 5 300 km2, soit 7,6 % de la superficie totale du pays. Le parc a été fondé en 1995 et officiellement inauguré par le gouvernement géorgien en 2001.